# Esequiel Barco
Esequiel Omar Barco (* 29. März 1999 in Villa Gobernador Gálvez, Provinz Santa Fe) ist ein argentinischer Fußballspieler. Er spielt seit 2018 beim US-amerikanischen Fußball-Franchise Atlanta United in der Major League Soccer. Ist derzeit jedoch zu River Plate verliehen.

## Vereinskarriere
Ezequiel Barco erlernte das Fußballspielen bei der Asociación Atlética Jorge Bernardo Griffa, welche vom ehemaligen argentinischen Fußballnationalspieler Jorge Griffa gegründet wurde. 2015 wurde er in die Jugendakademie des CA Independiente aufgenommen, schon ein Jahr später stieg er in den Kader der ersten Mannschaft auf.
Sein Debüt als Profi gab er am 25. August 2016 im Hinspiel der zweiten Runde der Copa Sudamericana beim CA Lanús, wobei er beim 0:2-Auswärtssieg seiner Mannschaft in der 74. Minute für Cristian Rodríguez eingewechselt wurde. Barco wurde auch in den folgenden drei Partien seiner Mannschaft in diesem Wettbewerb eingesetzt, die sich im Achtelfinale Chapecoense geschlagen geben musste. Bei der Copa Sudamericana im Folgejahr erreichte der CA Independiente den Titel. Dabei beteiligte sich Barco mit je zwei Toren und Vorlagen am Finaleinzug seiner Mannschaft. Im Hinspiel des Finales, das gegen Flamengo Rio de Janeiro aus Brasilien bestritten wurde, gab Barco die Vorlage zum 2:1-Siegtreffer seiner Mannschaft, den Maximiliano Meza erzielte. Im Rückspiel verwandelte Barco einen Elfmeter nach Foul an Meza zum 1:1-Endstand, der seinem Verein zum Titelgewinn gereichte.
Zu Beginn des Jahres 2018 wechselte Barco in die Vereinigten Staaten und schloss sich in der Major League Soccer Atlanta United an. Sein Debüt für das Franchise aus Georgia gab er am 16. April 2018 beim 2:2 in der Ligapartie gegen den New York City FC mit einer Einwechslung in der 70. Minute für Kevin Kratz.

## Nationalmannschaft
Barco spielt seit 2017 für die U-20 des argentinischen Verbandes. Für diese lief er erstmals am 19. Januar 2017 bei der U-20-Südamerikameisterschaft in der Partie gegen die U-20 Perus auf und wurde über die gesamte Spielzeit aufgeboten.

## Erfolge
- Copa Sudamericana: Sieger 2017
- MLS Cup: Sieger 2018
- U.S.-Open-Cup-Sieger: 2019